# Rathenau Instituut
Het Rathenau Instituut, genoemd naar Gerhart Rathenau, is een organisatie die zich bezighoudt met vraagstukken op het snijvlak van wetenschap, technologie en samenleving en die politiek, beleid en samenleving daarover informeert. Het instituut is gelieerd aan de Koninklijke Nederlandse Akademie van Wetenschappen en gevestigd in Den Haag, maar heeft een eigen bestuur, dat wordt benoemd door de minister van Onderwijs, Cultuur en Wetenschap.

## Geschiedenis
In 1978 stelde de regering een commissie in onder leiding van Rathenau om de maatschappelijke gevolgen van de opkomst van de micro-elektronica te bestuderen. Daarna riep de minister van OCW, Wim Deetman, in 1986 de Nederlandse Organisatie voor Technologisch Aspectenonderzoek (NOTA) in het leven, welke organisatie op 2 juni 1994 werd omgedoopt tot Rathenau Instituut. Sinds 2005 doet het instituut niet alleen onderzoek op het gebied van technology assessment, maar ook op het gebied van science system assessment.